# かたわ
かたわ（片端・片輪）とは、日本で古くから使用されている言葉で、身体の一部に欠損があることや、その欠損を持つ人を意味する。身体障害者。

## 概要
源氏物語でも使用されている古い言葉であり、両輪のうち片側だけとか、体が肉体的に欠損や不具合があることや身体障害者を指す（「片」はそれだけで不完全という意味を持ち、「かたわ」は不完全なもの、不恰好な物を意味する。片足しかなかったり片側の輪が無い車輪など）。もっとも、どちらが先に語源となったかは定かではない。
障害者を「カタワ」「かたわもの」と表現することもある。またこれは、肉体的に不完全という意味だけではなく、精神的に不完全であったり、かつては戦いにおいて役に立たない（もしくは立たなかった）人をも指す。明治期からの富国強兵の国是のもとでは障害者は強兵足ることはできず、すなわち「国を富ませるものではない」という発想のもとで、世間では戦前までは「かたわもの」と蔑む傾向があった。

## 事例
日本のマスメディアでは、「かたわ」は「不具、廃疾（者）」と共に差別語として「身体障害（者）、体の不自由な人」などと言い換える、としている。個人については「脊髄腫瘍による下半身麻痺のため車いす生活」（国枝慎吾の例）のように不自由な部位、機能を具体的に記述する。
女優の市原悦子が2015年のNHKのあさイチにて「毛唐」と共に「かたわ」と発言した際には、司会の有働由美子が謝罪していたが、これに対してはNHKの対応を疑問視する意見もある。

## かたわを扱った作品
重度の運動障害を扱った江戸川乱歩の『芋虫』をはじめ、言語障害者が主人公である三島由紀夫の『金閣寺』、精神障害者を扱った坂口安吾の『白痴』など日本文学だけでも多くあるが、海外文学や絵画、演劇、漫画、映画などにも多く描かれる。
（障害を扱った作品の一覧参照）。
手塚治虫の漫画『ブラック・ジャック』の「木の芽」という話のオリジナルでは、「弟がカタワだって知ったら…きっとかなしむし……」と言った少年に対し、主人公のブラック・ジャックが「カタワということば 二度と使うな」と怒るシーンがあった。しかし、それぞれの台詞について「弟が病気だって知ったら…きっとかなしむし……」「病気ではない!!」に変更されたものが出版された。